# Biatlo nos Jogos Paralímpicos de Inverno de 2018 - 6 km feminino
As provas de 6 km feminino do biatlo nos Jogos Paralímpicos de Inverno de 2018 foram disputadas no Centro de Biatlo Alpensia, em Daegwallyeong-myeon, Pyeongchang, em 10 de março.

## Medalhistas
| Medalha | Atletas sentadas      | Atletas em pé             | Deficientes visuais                                |
| ------- | --------------------- | ------------------------- | -------------------------------------------------- |
| Ouro    | USA Kendall Gretsch   | NPA Ekaterina Rumyantseva | NPA Mikhalina Lysova / Alexey Ivanov (guia)        |
| Prata   | USA Oksana Masters    | NPA Anna Milenina         | UKR Oksana Shyshkova / Vitaliy Kazakov (guia)      |
| Bronze  | BLR Lidziya Hrafeyeva | UKR Liudmyla Liashenko    | BLR Sviatlana Sakhanenka / Raman Yashchanka (guia) |

## Resultados

### Atletas sentadas
| Pos. | Bib | Atleta                   | Penalidades | Tempo real | Tempo calculado | Diferença |
| ---- | --- | ------------------------ | ----------- | ---------- | --------------- | --------- |
| 01 ! | 8   | USA Kendall Gretsch      | 1 (0+1)     | 22:46.7    | 21:52.0         | —         |
| 02 ! | 16  | USA Oksana Masters       | 0 (0+0)     | 22:14.8    | 22:14.8         | +22.8     |
| 03 ! | 11  | BLR Lidziya Hrafeyeva    | 0 (0+0)     | 22:16.3    | 22:16.3         | +24.3     |
| 4    | 13  | NPA Irina Gulyayeva      | 1 (1+0)     | 22:22.4    | 22:22.4         | +30.4     |
| 5    | 9   | NPA Natalia Kocherova    | 0 (0+0)     | 22:41.1    | 22:41.1         | +49.1     |
| 6    | 15  | GER Andrea Eskau         | 0 (0+0)     | 24:33.1    | 23:04.7         | +1:12.7   |
| 7    | 12  | NPA Marta Zaynullina     | 1 (0+1)     | 23:12.0    | 23:12.0         | +1:20.0   |
| 8    | 3   | CHN Chu Beibei           | 2 (1+1)     | 24:23.4    | 24:23.4         | +2:31.4   |
| 9    | 14  | GER Anja Wicker          | 1 (0+1)     | 27:37.5    | 24:51.8         | +2:59.8   |
| 10   | 10  | NPA Nadezhda Fedorova    | 5 (2+3)     | 24:54.4    | 24:54.4         | +3:02.4   |
| 11   | 7   | NPA Akzhana Abdikarimova | 2 (1+1)     | 28:34.1    | 25:42.7         | +3:50.7   |
| 12   | 5   | KOR Lee Do-yeon          | 2 (1+1)     | 26:11.3    | 26:11.3         | +4:19.3   |
| 13   | 4   | JPN Nonno Nitta          | 2 (1+1)     | 30:33.5    | 27:30.2         | +5:38.2   |
| 14   | 2   | USA Joy Rondeau          | 0 (0+0)     | 28:59.0    | 27:49.4         | +5:57.4   |
| 15   | 1   | CHN Nan Yuyu             | 6 (2+4)     | 30:03.8    | 28:15.6         | +6:23.6   |
| —    | 6   | FIN Sini Pyy             | DNF         | DNF        | DNF             | DNF       |

### Atletas em pé
| Pos. | Bib | Atleta                      | Penalidades | Tempo real | Tempo calculado | Diferença |
| ---- | --- | --------------------------- | ----------- | ---------- | --------------- | --------- |
| 01 ! | 65  | NPA Ekaterina Rumyantseva   | 1 (0+1)     | 19:26.0    | 17:06.1         | —         |
| 02 ! | 63  | NPA Anna Milenina           | 0 (0+0)     | 18:05.2    | 17:21.8         | +15.7     |
| 03 ! | 64  | UKR Liudmyla Liashenko      | 1 (1+0)     | 18:28.7    | 17:44.4         | +38.3     |
| 4    | 62  | UKR Yuliia Batenkova-Bauman | 1 (0+1)     | 18:53.7    | 17:57.0         | +50.9     |
| 5    | 55  | NOR Vilde Nilsen            | 2 (0+2)     | 19:18.0    | 18:43.3         | +1:37.2   |
| 6    | 61  | UKR Iryna Bui               | 2 (1+1)     | 19:47.9    | 19:00.4         | +1:54.3   |
| 7    | 56  | CAN Emily Young             | 1 (0+1)     | 20:08.6    | 19:08.2         | +2:02.1   |
| 8    | 57  | CAN Brittany Hudak          | 2 (1+1)     | 20:11.0    | 19:22.6         | +2:16.5   |
| 9    | 59  | JPN Yurika Abe              | 0 (0+0)     | 20:33.6    | 19:31.9         | +2:25.8   |
| 10   | 60  | UKR Bohdana Konashuk        | 1 (0+1)     | 20:21.7    | 19:32.8         | +2:26.7   |
| 11   | 54  | NPA Natalia Bratiuk         | 1 (1+0)     | 20:50.6    | 20:00.6         | +2:54.5   |
| 12   | 51  | BLR Larysa Varona           | 1 (0+1)     | 21:10.6    | 20:19.8         | +3:13.7   |
| 13   | 58  | JPN Momoko Dekijima         | 3 (1+2)     | 22:00.5    | 20:54.5         | +3:48.4   |
| 14   | 52  | NPA Yuliya Mikheeva         | 2 (1+1)     | 22:49.0    | 21:54.2         | +4:48.1   |
| 15   | 53  | POL Iweta Faron             | 7 (3+4)     | 24:40.3    | 23:41.1         | +6:35.0   |

### Deficientes visuais
| Pos. | Bib | Atleta                                      | País                             | Penalidades | Tempo real | Tempo calculado | Diferença |
| ---- | --- | ------------------------------------------- | -------------------------------- | ----------- | ---------- | --------------- | --------- |
| 01 ! | 108 | Mikhalina Lysova Guia: Alexey Ivanov        | NPA Atletas Paralímpicos Neutros | 0 (0+0)     | 18:59.7    | 18:48.3         | —         |
| 02 ! | 107 | Oksana Shyshkova Guia: Vitaliy Kazakov      | UKR Ucrânia                      | 0 (0+0)     | 19:38.2    | 19:26.4         | +38.1     |
| 03 ! | 102 | Sviatlana Sakhanenka Guia: Raman Yashchanka | BLR Bielorrússia                 | 3 (1+2)     | 20:40.6    | 20:28.2         | +1:39.9   |
| 4    | 105 | Olha Prylutska Guia: Borys Babar            | UKR Ucrânia                      | 3 (0+3)     | 21:30.4    | 21:17.5         | +2:29.2   |
| 5    | 103 | Marina Galitsyna Guia: Maksim Pirogov       | NPA Atletas Paralímpicos Neutros | 3 (1+2)     | 24:12.1    | 21:17.8         | +2:29.5   |
| 6    | 106 | Clara Klug Guia: Martin Hartl               | GER Alemanha                     | 1 (0+1)     | 24:32.4    | 21:35.7         | +2:47.4   |
| 7    | 104 | Vivian Hösch Guia: Florian Schillinger      | GER Alemanha                     | 1 (1+0)     | 24:48.7    | 21:50.1         | +3:01.8   |
| 8    | 101 | Ekaterina Moshkovskaya Guia: Artem Norin    | NPA Atletas Paralímpicos Neutros | 4 (2+2)     | 24:39.0    | 24:24.2         | +5:35.9   |

Legenda
| Recorde mundial      | Recorde mundial (World record)               |                       | Recorde africano                      | Recorde africano (African) |                                           | Q | Classificado por posição (Qualified) |
| Recorde olímpico     | Recorde olímpico (Olympic record)            | Recorde da América    | Recorde da América (Americas)         | q                          | Classificado por melhor tempo (Qualified) |   |                                      |
| Melhor marca do ano  | Melhor marca do ano (World leading)          | Recorde asiático      | Recorde asiático (Asian)              | DNS                        | Não largou (Did not start)                |   |                                      |
| Recorde nacional     | Recorde nacional (National record)           | Recorde europeu       | Recorde europeu (European)            | DNF                        | Não terminou (Did not finish)             |   |                                      |
| Recorde pessoal      | Recorde pessoal do atleta (Personal best)    | Recorde da Oceania    | Recorde da Oceania (Oceania)          | DSQ / DQ                   | Desclassificado (Disqualified)            |   |                                      |
| Recorde da temporada | Recorde da temporada do atleta (Season best) | Recorde sul-americano | Recorde sul-americano (South America) | NM                         | Sem marca (No mark)                       |   |                                      |